# Raïon Oktiabrski
Pour l’article homonyme, voir Raïon Oktiabrski (oblast autonome juif).
Le raïon Oktiabrski (en russe : Октя́брьский райо́н, Oktiabr’ski raïon) est une subdivision de l'oblast de Rostov, en Russie. Son centre administratif est Kamenolomni.

## Géographie
Le raïon Oktiabrski couvre 1 988,7 km2 et est situé dans le sud-ouest de l’oblast de Rostov, entre Novotcherkassk au sud et Chakhty au nord.

## Histoire
Le raïon est formé en 1938 avec comme centre administratif le village de la mine « révolution d’octobre » (d’où le nom). En 1942 le centre administratif est transféré à Kamenolomni. Le raïon obtient ses frontières actuelles en 1963.

## Population
La population de ce raïon s’élevait à 71 257 habitants en 2016 (73 224 en 2010).

## Subdivisions territoriales
Le raïon comprend la communauté urbaine de Kamenolomni et onze communautés rurales :
- Communauté rurale d’Alexeïevka
- Communauté rurale d’Artemovskoïe
- Communauté rurale de Besserguenievskaïa
- Communauté rurale de Kertchik
- Communauté rurale de Kommunarskoïe
- Communauté rurale de Krasny Kout
- Communauté rurale de Krasny Loutch
- Communauté rurale de Krassioukovskaïa
- Communauté rurale de Krivianskaïa
- Communauté rurale de Mokry Log
- Communauté rurale de Persianovski